# Nathalie Sagna
Nathalie Solange Sagna (Dakar, 25 giugno 1968) è un'ex cestista senegalese.

## Carriera
Con il Senegal ha partecipato ai Campionati mondiali del 1990.